# 王力 (香港演员)
王力（？—2019年），男，香港演员。

## 生平
生于香港，15岁随着家人来到台湾，之后在张彻的赏识下加入了邵氏电影。
擅长饰演反派，出演过《神通术与小霸王》等作品，在张彻离开香港后开始在台湾香港影视圈出演各种作品，八十年代末息影，后于2019年去世。

## 资料来源
1. ↑  . mydramalist.
2. ↑  . 2003.
3. ↑  伍宏. . 2008.
4. ↑  . 1981.
5. ↑  吴贵龙. . 2017.
6. ↑  . 2001.
7. ↑  . 2005.
8. ↑  . 搜狐娱乐.   [2023-01-02]. （原始内容存档于2023-01-02）.
9. ↑  朱客承认其2019年过世（摘自百度贴吧【疑问】邵氏演员赵国后来去哪里了?【邵氏电影吧】）。

## 外部連結
- 王力在互联网电影资料库（IMDb）上的資料（英文）
- 王力在香港影庫上的簡介
- 王力在豆瓣上的资料（简体中文）